# N550 (België)
De N550 is een expresweg en gewestweg in België tussen Cuesmes (R5/N544) en Boussu (N549). De weg heeft een lengte van ongeveer 9 kilometer.
Tussen Cuesmes en Quaregnon is de weg als expresweg aangeduid. Dit stuk is ongeveer 3,3 kilometer en het beschikt hier dan ook over 2x2 rijstroken. Het resteerde stuk weg bestaat uit twee rijstroken voor beide rijrichtingen samen. De gehele weg bestaat daarnaast enkel uit rotondes en op/afrittenstructuur, en geen gelijkvloers kruisingen.
De weg staat bekend als Axiale Boraine daar hij dwars door de kern van de Borinage loopt.

## Plaatsen langs N550
- Cuesmes
- Quaregnon
- Colfontaine
- Boussu